# Доњи Рибник (Трстеник)
Доњи Рибник је насеље у Србији у општини Трстеник у Расинском округу. Према попису из 2022. било је 440 становника (према попису из 1991. било је 632 становника).
Село је добило име Рибник по рибњацима. Претпоставља се да је од прве терасе па све до Мораве било већих бара, вирова, у којима је било пуно риба, па је село по томе добило име Рибник.
Овде се налазе Запис дуд (Доњи Рибник) и Запис липа (Доњи Рибник).

## Демографија
У насељу Доњи Рибник живи 505 пунолетних становника, а просечна старост становништва износи 40,9 година (39,7 код мушкараца и 41,9 код жена). У насељу има 197 домаћинстава, а просечан број чланова по домаћинству је 3,17.
Ово насеље је великим делом насељено Србима (према попису из 2002. године).
|  |

| Демографија | Демографија | Демографија |
| Година      | Становника  | Становника  |
| ----------- | ----------- | ----------- |
| 1948.       | 461         |             |
| 1953.       | 421         |             |
| 1961.       | 455         |             |
| 1971.       | 471         |             |
| 1981.       | 616         |             |
| 1991.       | 632         | 609         |
| 2002.       | 624         | 647         |

| Етнички састав према попису из 2002.‍ | Етнички састав према попису из 2002.‍ | Етнички састав према попису из 2002.‍ | Етнички састав према попису из 2002.‍ | Етнички састав према попису из 2002.‍ |
| ------------------------------------ | ------------------------------------ | ------------------------------------ | ------------------------------------ | ------------------------------------ |
|                                      |                                      |                                      |                                      |                                      |
| Срби                                 | Срби                                 |                                      | 618                                  | 99,03%                               |
| Хрвати                               | Хрвати                               |                                      | 1                                    | 0,16%                                |
| Румуни                               | Румуни                               |                                      | 1                                    | 0,16%                                |
| Муслимани                            | Муслимани                            |                                      | 1                                    | 0,16%                                |
| непознато                            | непознато                            |                                      | 2                                    | 0,32%                                |

| Година пописа     | 1948. | 1953. | 1961. | 1971. | 1981. | 1991. | 2002. |
| ----------------- | ----- | ----- | ----- | ----- | ----- | ----- | ----- |
| Број домаћинстава | 81    | 71    | 101   | 109   | 152   | 157   | 197   |

| Број чланова      | 1  | 2  | 3  | 4  | 5  | 6  | 7 | 8 | 9 | 10 и више | Просек |
| ----------------- | -- | -- | -- | -- | -- | -- | - | - | - | --------- | ------ |
| Број домаћинстава | 28 | 52 | 39 | 42 | 17 | 13 | 5 | 0 | 1 | 0         | 3,17   |

| Пол    | Укупно | Неожењен/Неудата | Ожењен/Удата | Удовац/Удовица | Разведен/Разведена | Непознато |
| ------ | ------ | ---------------- | ------------ | -------------- | ------------------ | --------- |
| Мушки  | 251    | 55               | 181          | 12             | 3                  | 0         |
| Женски | 271    | 40               | 180          | 45             | 6                  | 0         |
| УКУПНО | 522    | 95               | 361          | 57             | 9                  | 0         |

| Пол    | Укупно                    | Пољопривреда, лов и шумарство | Рибарство                            | Вађење руде и камена | Прерађивачка индустрија       |
| ------ | ------------------------- | ----------------------------- | ------------------------------------ | -------------------- | ----------------------------- |
| Мушки  | 153                       | 57                            | 0                                    | 0                    | 50                            |
| Женски | 91                        | 33                            | 0                                    | 0                    | 27                            |
| УКУПНО | 244                       | 90                            | 0                                    | 0                    | 77                            |
| Пол    | Производња и снабдевање   | Грађевинарство                | Трговина                             | Хотели и ресторани   | Саобраћај, складиштење и везе |
| Мушки  | 2                         | 4                             | 13                                   | 9                    | 7                             |
| Женски | 0                         | 0                             | 4                                    | 5                    | 3                             |
| УКУПНО | 2                         | 4                             | 17                                   | 14                   | 10                            |
| Пол    | Финансијско посредовање   | Некретнине                    | Државна управа и одбрана             | Образовање           | Здравствени и социјални рад   |
| Мушки  | 0                         | 6                             | 2                                    | 1                    | 0                             |
| Женски | 3                         | 2                             | 1                                    | 7                    | 5                             |
| УКУПНО | 3                         | 8                             | 3                                    | 8                    | 5                             |
| Пол    | Остале услужне активности | Приватна домаћинства          | Екстериторијалне организације и тела | Непознато            | Непознато                     |
| Мушки  | 2                         | 0                             | 0                                    | 0                    | 0                             |
| Женски | 1                         | 0                             | 0                                    | 0                    | 0                             |
| УКУПНО | 3                         | 0                             | 0                                    | 0                    | 0                             |

## Саобраћај
Кроз Доњи Рибник пролази магистрални пут Крушевац - Краљево (асфалтиран 1962. године), као и пруга Крушевац - Краљево (изграђена 1910. године).
Доњи Рибник је, због добре позиције насеља, одлично повезан аутобуским линијама.